# Hydrodynastes
Hydrodynastes este un gen de șerpi din familia Colubridae.

Cladograma conform Catalogue of Life:
| Hydrodynastes | \| \| Hydrodynastes bicinctus \| \| \| \| \| \| Hydrodynastes gigas \| \| \| \| |
|               | \| \| Hydrodynastes bicinctus \| \| \| \| \| \| Hydrodynastes gigas \| \| \| \| |
|               | Hydrodynastes bicinctus                                                         |
|               |                                                                                 |
|               | Hydrodynastes gigas                                                             |
|               |                                                                                 |